# Ethelum africanum
Ethelum africanum är en kräftdjursart som beskrevs av Franco Ferrara och Helmut Schmalfuss 1976. Ethelum africanum ingår i släktet Ethelum och familjen Eubelidae. Inga underarter finns listade i Catalogue of Life.